# フランク・アルバート・コットン

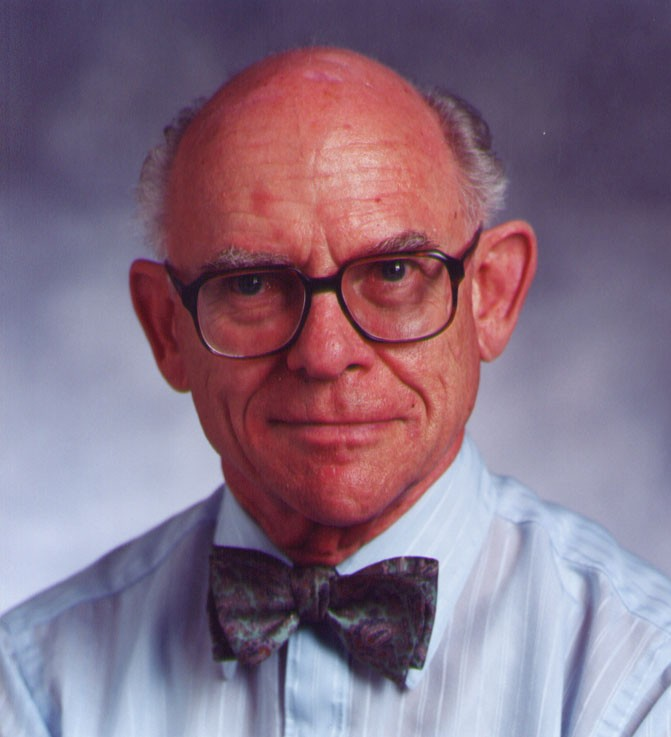
F・A・コットン

フランク・アルバート・コットン（Frank Albert Cotton、1930年4月9日 - 2007年2月20日）は、アメリカ合衆国の化学者。

## 経歴
フィラデルフィア出身。 1951年テンプル大学卒業。1955年にハーバード大学からPh.D.を取得。1961年マサチューセッツ工科大学教授。1972年にテキサスA&M大学教授に就任した。同大学は彼の功績を讃え、1995年にF・A・コットン・メダルを創設し、その第1回受賞者となった。1994年王立協会外国人会員選出。

## 受賞歴
- 1973年 - センテナリー賞
- 1975年 - ウィリアム・H・ニコルズ賞
- 1976年 - ライナス・ポーリング賞
- 1980年 - ウィラード・ギブズ賞
- 1982年 - アメリカ国家科学賞
- 1990年 - キング・ファイサル国際賞科学部門
- 1990年 - 米国科学アカデミー賞化学部門
- 1990年 - 化学パイオニア賞
- 1994年 - ウェルチ化学賞
- 1994年 - パラケルスス賞
- 1995年 - F・A・コットン・メダル
- 1997年 - ジョン・スコット賞
- 1998年 - プリーストリー賞
- 1998年 - アメリカ化学者協会ゴールドメダル
- 2000年 - ウルフ賞化学部門

## 参照
- Biography
- Frank Albert Cotton. 9 April 1930 — 20 February 2007 Royal Society